# قلعة بيرجند
قلعة بيرجند (بالفارسية: قلعه بیرجند) هي قلعة تاريخية تعود إلى عصر السلالة الصفوية والقاجاريون، وتقع في بيرجند.
قلعة باين شهر هي قلعة تعود إلى القرن الثاني عشر، وتقع في محافظة خراسان الجنوبية، إيران، بيرجند.